# Friedrich Bollinger
Johann Friedrich «Fritz» Bollinger (* 2. August 1885 in Basel; † 6. August 1945 in Luzern) war ein Schweizer Fussballspieler.

## Werdegang
Friedrich Bollinger begann in seiner Schweizer Heimat mit dem Fussballspielen. In der ersten Hälfte der 1900er-Jahre wanderte er wie zahlreiche seiner Landsleute in dieser Zeit nach Italien aus, um in den aufstrebenden Industriemetropolen des Nordens Arbeit zu finden.
1903 schloss sich Bollinger dem knapp sechs Jahre zuvor gegründeten Klub Juventus Turin an, für den er am 15. März des Jahres beim 7:1-Sieg in der Meisterschaftspartie gegen die SG Andrea Doria sein Debüt gab. Mit Juventus erreichte er das Endspiel um die Meisterschaft, das man mit 0:3 gegen den CFC Genua verlor.
Zwischen 1904 und 1905 war Bollinger in der Schweiz für den BSC Old Boys Basel aktiv. Während dieser Zeit – am 12. Februar 1905 – bestritt er im Pariser Parc des Princes bei der 0:1-Niederlage gegen Frankreich sein erstes Länderspiel für die Schweizer Nationalmannschaft. Diese Partie war das erste Länderspiel der Schweiz überhaupt. 1906 war Bollinger wieder für Juventus aktiv und absolvierte alle Partien der Meisterschaftsrunde. Juventus und die AC Mailand waren nach den vier Spielen der Endrunde punktgleich. Das notwendig gewordene Entscheidungsspiel fand am 29. April 1906 im Velodromo Umberto I in Turin statt. Es endete nach Verlängerung torlos. Daher musste gemäss den Bestimmungen ein Wiederholungsspiel auf neutralem Platz ausgetragen werden. Diese Partie wurde für den 6. Mai 1906 in Mailand auf dem Feld der US Milanese angesetzt. Juventus’ Präsident Alfredo Dick akzeptierte diesen Spielort nicht, da er einen Platz in Mailand nicht als «neutral» ansah, und Juventus verzichtete auf das Spiel. Die Partie wurde 2:0 für die AC Mailand gewertet, und die Rossoneri gewannen damit die Meisterschaft.
Der Juventus-Präsident leitete auch die Schuh- und Lederwarenfabrik, in der Bollinger arbeitete. Nachdem Dick bei Juve im Verlauf des Jahres 1906 entmachtet worden war und den Verein verlassen hatte, folgte Bollinger ihm zum FBC Torino, den Dick am 3. Dezember 1906 mitgegründet hatte. Bollinger war zwischen 1907 und 1914 insgesamt 59-mal für Torino aktiv und war der erste Captain der Vereinsgeschichte. Zeitweise bestand fast die Hälfte des Teams aus schweizerischen oder deutschsprachigen Spielern. Seine letzte Partie für den FBC Torino absolvierte Bollinger am 1. Februar 1914 bei 4:2-Sieg im Meisterschaftsspiel gegen den US Alessandria Calcio.
Wenig später kehrte Bollinger in die Schweiz zurück und war beim FC Nordstern Basel aktiv. Am 8. März des Jahres absolvierte er beim 2:2 gegen Frankreich im Stade de Paris in Saint-Ouen-sur-Seine sein zweites und letztes Länderspiel.
Friedrich Bollinger starb am 6. August 1945 im Alter von 60 Jahren. Einigen Quellen nach beging er Suizid.